# Scrobipalpa bradleyi
Scrobipalpa bradleyi is een vlinder uit de familie tastermotten (Gelechiidae). De wetenschappelijke naam is voor het eerst geldig gepubliceerd in 1971 door Povolny.
De soort komt voor in Europa.